# ストラスブール政治学院

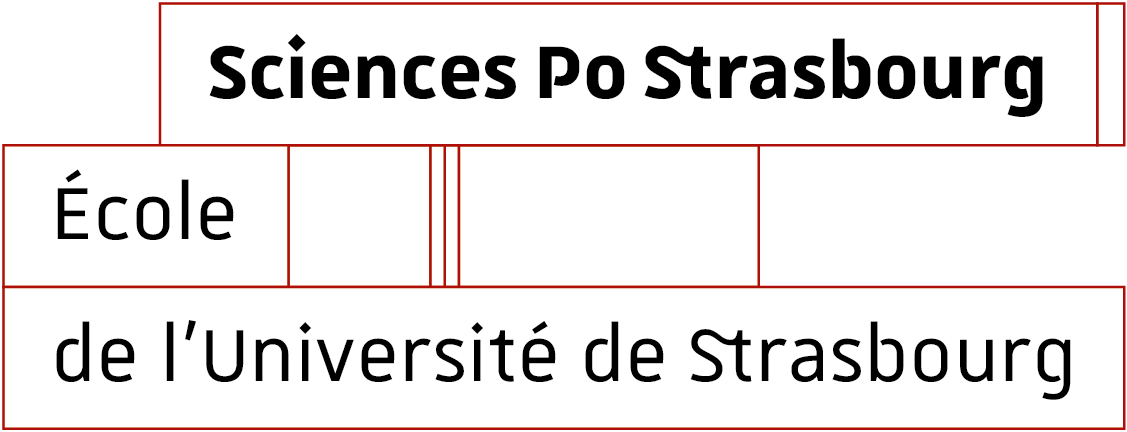
ロゴ

ストラスブール政治学院（Institut d’études politiques de Strasbourg、通称: Sciences Po Strasbourg〈シアンス・ポ・ストラスブール〉）は、フランス・ストラスブールの地方政治学院（行政系グランゼコール）。

## 概要
ストラスブール大学政治学院（Institut d’études politiques de l’Université de Strasbourg）として、1945年10月9日、パリ政治学院と同日に開校した。1969年1月18日、ストラスブール政治学院と改名した。つまり、同校は東仏最古の政治学院である。
2013年1月、高等欧州研究所（Institut des hautes études européennes、IHEE）と合併し、欧州研究をミッションに掲げた。現在、IHEEは同政治学院の研究センターとなっている。
2017年10月24日、国立行政学院（ENA）と、ENAの入学準備に関する特権的なパートナーシップ協定に署名した。